# تین آونگ مو
تین آونگ مو (انگلیسی: Tin Aung Moe؛ زادهٔ ۱۲ ژوئن ۱۹۴۹) بازیکن فوتبال اهل میانمار بود.
وی به‌همراه تیم ملی فوتبال میانمار در بازی‌های المپیک تابستانی ۱۹۷۲ شرکت کرده‌است.